# Dicranum dispersum
Dicranum dispersum är en bladmossart som beskrevs av Engelmark 1999. Dicranum dispersum ingår i släktet kvastmossor, och familjen Dicranaceae. Inga underarter finns listade i Catalogue of Life.